# Малая Каяла
Малая Каяла — река в России, протекает по территории Гайского района Оренбургской области. Устье реки находится в 2 км по правому берегу реки Большой Каялы. Длина реки — 19 км.
Высота устья — 213 м над уровнем моря.

## Данные водного реестра
По данным государственного водного реестра России относится к Уральскому бассейновому округу, водохозяйственный участок реки — Урал от города Орск до впадения реки Сакмара. Речной бассейн реки — Урал (российская часть бассейна).

## Название
Топоним имеет тюркский источник (баш. кая — «скала»).